# Utbildning i Finland
Utbildning i Finland påminner om utbildning i övriga nordiska stater. Det nuvarande systemet för grundläggande utbildning kom på 1970-talet; den nioåriga grundskolan ersatte i etapper åren 1972-1977 den folkskola som infördes i Finland 1866 och som blev obligatoriskt 6-årig 1921. 1980 infördes årskurslösa läroverk[källa behövs].

## Utbildningsstig
Finland har läroplikt men inte skolplikt. Normalt går barnen i frivillig förskola från hösten det år de fyller sex år, blir läropliktiga nästa år och går den nioåriga grundskolan. Läroplikten avslutades fram till 2021 med utgången grundskola eller senast det år barnet fyller 17 år. Då, under regeringen Marin, förlängdes läroplikten till 18 års ålder, varvid gymnasier och yrkesskolor blev kostnadsfria liksom grundskolan.
Efter grundskolan fortsätter de flesta antingen i ett teoretiskt, allmänbildande och högskoleförberedande gymnasium eller en yrkesskola. Många fortsätter ytterligare vid yrkeshögskola eller universitet. Vid sidan av dessa finns ett antal andra läroanstalter.

### Gymnasium och yrkesskola
Gymnasiet en läroanstalt med betoning på teoretiska ämnen och med ett allmänbildande och högskoleförberedande syfte. Gymnasiet påbörjas vanligen direkt efter grundskolan, det vill säga vid ungefär 16 års ålder. Gymnasiet är sedan 1994–1996 årskurslöst och kursvalsbaserat. I allmänhet tar gymnasieutbildningen tre år, men man kan också välja att gå gymnasiet på två och ett halvt, tre och ett halvt eller fyra år. Gymnasiestudierna avslutas med studentexamen.
Gymnasiet ingår i det som kallas andra stadiets utbildningsblock. Den mer praktiskt inriktade yrkesutbildningen är alternativet till gymnasieutbildningen på det andra stadiet.

### Högre utbildning
Sedan yrkeshögskolorna infördes och ersatte de tidigare instituten, handelsläroverken och tekniska läroverken kallas också det som tidigare betecknades som högskolor universitet. Tidigare förutsattes minst fyra fakulteter för att en högskola skulle kallas universitet (begreppet högskola i Finland motsvarar alltså inte betydelsen i Sverige, jfr teknisk högskola). I Finland har yrkeshögskoleutbildningen en mera praktisk inriktning och inkluderar omfattande praktikperioder, till skillnad från universitet där utbildningen i regel är mera teoretiskt betonad och fokuserar på att utveckla vetenskapligt tänkande. 
I Finland finns det fem universitet som erbjuder utbildning på svenska. De är Hanken, Åbo akademi, Helsingfors universitet, Aalto-universitet och Konstuniversitet. 